# Discosomidae
Discosomidae Verrill, 1869 è una famiglia di esacoralli dell'ordine Corallimorpharia.

## Tassonomia
La famiglia comprende i seguenti generi:
- Amplexidiscus Dunn & Hamner, 1980 (1 specie)
- Discosoma Rüppell & Leuckart, 1828 (11 specie)
- Metarhodactis Carlgren, 1943 (1 specie)
- Platyzoanthus Saville-Kent, 1893 (1 specie)
- Rhodactis Milne Edwards & Haime, 1851 (7 specie)